# 朱纪 (十六国)
朱纪（？—？），十六国时汉国大臣。晋朝上党郡（今山西省长治市北）人。

## 生平
西晋时，朱纪向上党崔游求学，与刘渊、雁门郡人范隆为同学，一起师事崔游。后为晋朝博士。早年也认识刘渊的族侄刘曜。刘渊起兵反晋，建立汉国。委任他为太常。刘渊的儿子刘聪即位，朱纪为中书监。312年，刘聪以右仆射朱纪之女为贵妃。十月，朱纪为尚书令。313年，时任光禄大夫的朱纪为陈元达求情。314年，朱纪为大司空，318年，刘聪临终，命他为太傅、录尚书事。靳准作乱，朱纪与太尉范隆奔长安投刘曜。与太保呼延晏等推奉刘曜为帝，朱纪为司徒，受到重用，为游子远求情。